# ディラック方程式
ディラック方程式（ディラックほうていしき、英: Dirac equation）は、フェルミ粒子を記述するディラック場が従う基礎方程式である。ポール・ディラックにより相対論的量子力学として導入され、場の量子論に受け継がれている。

## 歴史
非相対論的なシュレーディンガー方程式を、相対論へ対応するための拡張として、最初クライン-ゴルドン方程式が考案された。これは負のエネルギー解と負の確率密度の問題が生じた（この問題は、その後の場の量子論においては回避される）。また、クライン-ゴルドン方程式にはスピンが出てこない問題もあった（これはクライン-ゴルドン方程式に従うスカラー場がスピンを持たない粒子を記述する為である）。
ポール・ディラックは1928年にディラック方程式を基礎方程式とする（特殊）相対論的量子力学を見出した。ディラック方程式からは負の確率密度は生じず、スピンの概念が自然に現れる。
しかしディラック方程式からは、自然界には存在しないような負のエネルギーの状態が現れるという問題があった。オスカル・クラインは、ある種の強いポテンシャルのもとで正エネルギーの電子が負エネルギー状態へ遷移しうることを示して、理論から負エネルギー状態を完全に排除することが困難であることを指摘した。
1930年にディラックは「真空とは、負エネルギーの電子が完全に満たされた状態である」とするディラックの海の概念（空孔理論、hole theory）を考案した。ディラックの海では負エネルギーの電子が取り除かれた「空孔」が生じることがあるが、ディラックは当初この空孔による粒子を陽子であると考えた。後に空孔は陽電子であることが指摘された（ヘルマン・ワイル、ロバート・オッペンハイマーによる）。ディラックの海の空孔は正のエネルギーを持ち、反粒子に対応する。光による電子と陽電子の生成は、真空中の負エネルギー電子が光を吸収して正エネルギー状態へ遷移し、あとに空孔を残す現象として説明される。1932年のデヴィッド・アンダーソンによる陽電子の発見により、ディラックの海は現実の現象を説明する優れた理論とされた。
その後、リチャード・P・ファインマン等により拡張、解釈の見直しが図られた（相対論的な場の量子論）。その結果、ディラックの海を考えなくとも、電子と陽電子を対称に扱うことができるようになった。

## ディラック方程式
ディラック方程式は {\displaystyle \hbar =1,c=1} とする自然単位系では
{\displaystyle i\gamma ^{\mu }\partial _{\mu }\psi (x)-m\psi (x)=0}
と表される。ψ は4成分スピノルの場（ディラック場）である。
{\displaystyle \psi (x)={\begin{pmatrix}\psi _{1}(x)\\\psi _{2}(x)\\\psi _{3}(x)\\\psi _{4}(x)\\\end{pmatrix}}}
m は ψ の質量である。μ=0,1,2,3 についてはアインシュタインの縮約記法を用いる。微分{\displaystyle \partial _{\mu }} は
{\displaystyle \partial _{\mu }={\frac {\partial }{\partial x^{\mu }}}=\left({\frac {\partial }{\partial t}},\nabla \right)}
である。
{\displaystyle \gamma ^{\mu }} はガンマ行列（ディラック行列）と呼ばれる 4×4行列で
{\displaystyle \{\gamma ^{\mu },\gamma ^{\nu }\}\equiv \gamma ^{\mu }\gamma ^{\nu }+\gamma ^{\nu }\gamma ^{\mu }=2\eta ^{\mu \nu }}
を満たす。{\displaystyle \eta _{\mu \nu }=\mathrm {diag} (+1,-1,-1,-1)} はミンコフスキー空間の計量テンソルである。ディラック方程式は3次元的に書けば
{\displaystyle i\gamma ^{0}{\frac {\partial \psi }{\partial t}}+i{\boldsymbol {\gamma }}\cdot \nabla \psi -m\psi =0}
となる。移項して左から {\displaystyle \gamma ^{0}} を掛ければ
{\displaystyle i{\frac {\partial \psi }{\partial {}t}}=H\psi =-i{\boldsymbol {\alpha }}\cdot \nabla \psi +\beta m\psi }
と表すことができる。
ただし {\displaystyle \alpha ^{j}=\gamma ^{0}\gamma ^{j},\beta =\gamma ^{0}} である。ここで{\displaystyle H=-i{\boldsymbol {\alpha }}\cdot \nabla +\beta m} はディラックのハミルトニアンと呼ばれる。

## ディラックの着想
相対論的な量子力学の基礎方程式として考案されたクライン-ゴルドン方程式
{\displaystyle -{\frac {\partial ^{2}\psi }{\partial t^{2}}}=-\nabla ^{2}\psi (t,{\boldsymbol {x}})+m^{2}\psi (t,{\boldsymbol {x}})}
は、時間について2階の微分方程式であることから負の確率密度を生じ、確率解釈が困難となる問題を抱えていた。これを時間について1階の微分方程式
{\displaystyle i{\frac {\partial \psi }{\partial t}}=-i{\boldsymbol {\alpha }}\cdot \nabla \psi (t,{\boldsymbol {x}})+\beta m\psi (t,{\boldsymbol {x}})}
に帰着させるべく、ディラックは空間成分についての2階微分を1階微分に分解した関係式
{\displaystyle (-i{\boldsymbol {\alpha }}\cdot \nabla +\beta m)^{2}=-\nabla ^{2}+m^{2}}
を満たすように４つの係数 α=(α1, α2, α3)、β を与えることを考えた。このとき、αi(i=1,2,3)、βに要求される代数関係は
{\displaystyle \{\alpha _{i},\alpha _{j}\}=0\quad i\neq j,}
{\displaystyle \{\alpha _{i},\beta \}=0,~(\alpha _{i})^{2}=\beta ^{2}=1}
となるが、こうした性質を満たすには係数は行列でなくてはならない。

## ローレンツ共変性
ディラック方程式は相対論的な方程式であり、ローレンツ共変性を持つ。
即ち、ローレンツ変換
{\displaystyle x^{\mu }\rightarrow x'^{\mu }=\Lambda ^{\mu }{}_{\nu }x^{\nu }}
{\displaystyle \psi _{a}(x)\rightarrow \psi '_{a}(x)=[D(\Lambda )]_{a}{}^{b}\,\psi _{b}(\Lambda ^{-1}x)}
(μ,ν=0,1,2,3は時空の4成分、a, b = 1,2,3,4 はスピノルの4成分)に対して、
{\displaystyle (i\gamma ^{\mu }\partial _{\mu }-m)\psi '(x)=0}
となる。ディラックスピノルの変換性をあらわす4×4行列 D(Λ) は
{\displaystyle [D(\Lambda )]_{a}{}^{c}\,[\gamma ^{\mu }]_{c}{}^{d}\,[D(\Lambda )^{-1}]_{d}{}^{b}=(\Lambda ^{-1})^{\mu }{}_{\nu }[\gamma ^{\nu }]_{a}{}^{b}}
によって定まる。
ワイル表示においては行列式 1 の2×2行列 M を用いて
{\displaystyle D(\Lambda )={\begin{pmatrix}M&\mathbf {0} \\\mathbf {0} &(M^{\dagger })^{-1}\\\end{pmatrix}}}
{\displaystyle M\sigma ^{\mu }M^{\dagger }=(\Lambda ^{-1})^{\mu }{}_{\nu }\sigma ^{\nu }}
と書くことができる。例えば、z-方向のブーストの場合は
{\displaystyle \Lambda ^{\mu }{}_{\nu }={\begin{pmatrix}\cosh \beta &0&0&\sinh \beta \\0&1&0&0\\0&0&1&0\\\sinh \beta &0&0&\cosh \beta \\\end{pmatrix}}}
{\displaystyle M={\begin{pmatrix}e^{-\beta /2}&0\\0&e^{\beta /2}\\\end{pmatrix}}}
となる。